# Montreux Jazz Festival
Pour les articles homonymes, voir Montreux (homonymie).
Le Montreux Jazz Festival est un festival de jazz créé en 1967 par Claude Nobs, Géo Voumard et René Langel. Initialement de trois jours, le festival se déroule pendant deux semaines chaque été à Montreux en Suisse, au bord du Léman.
Si le jazz et le blues sont aux sources de la manifestation, les autres styles de musique y ont trouvé leur place. Ainsi, Nina Simone, Miles Davis, Ella Fitzgerald, Marvin Gaye, Prince, Leonard Cohen, Hermeto Pascoal, David Bowie, Elis Regina, Freddie Mercury ou encore Stevie Wonder se sont produits à Montreux. Il est le deuxième plus grand festival de jazz annuel après le Festival international de jazz de Montréal au Canada regroupant des artistes venus des quatre coins du monde.
Les trois scènes payantes (Auditorium Stravinski, Montreux Jazz Club, Montreux Jazz Lab) sont la vitrine la plus connue du Festival. Toutefois, dès ses débuts, des scènes gratuites complètent l’offre du festival.
La 54e édition est, quant à elle, programmée l'année suivante du 2 au 17 juillet 2021.

## Historique

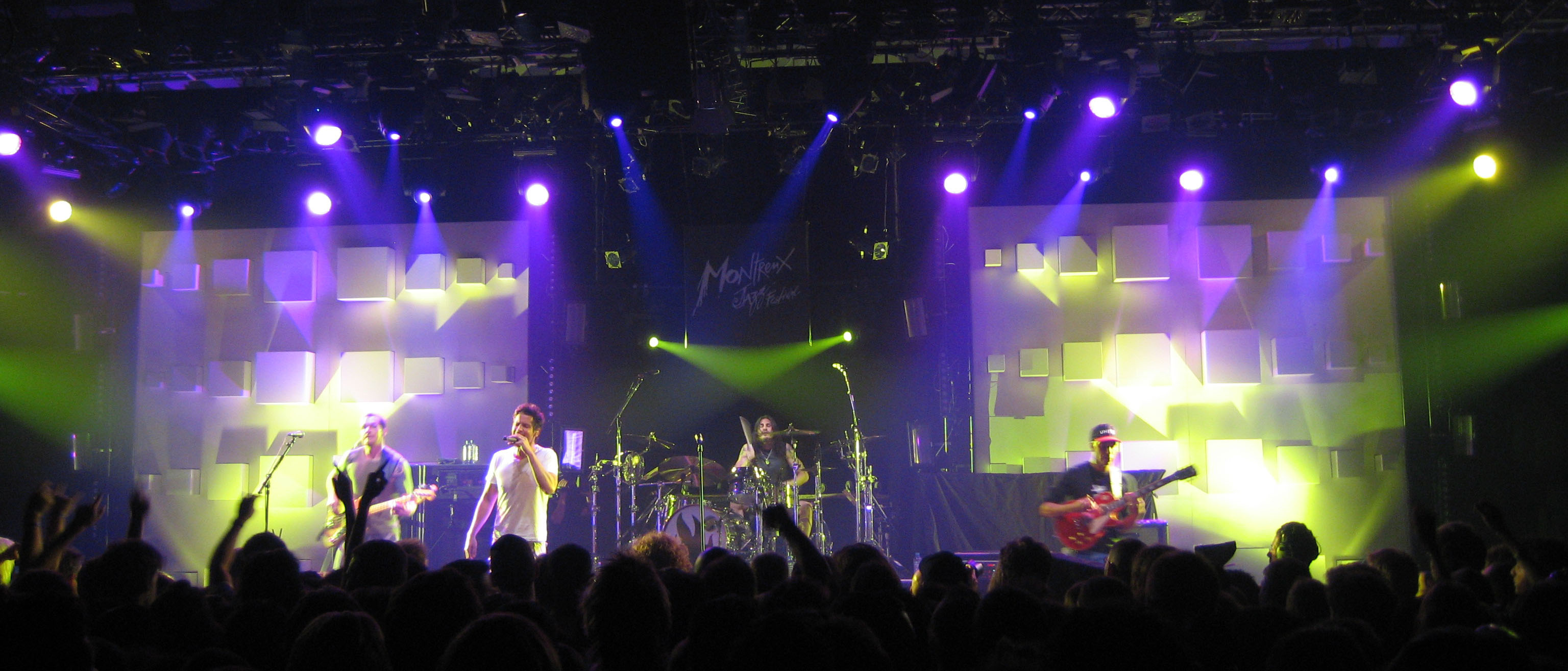
Audioslave au Montreux Jazz Festival de 2005.

### Années 1960
En 1967, Claude Nobs organise la première édition du Montreux Jazz Festival avec un budget de 10 000 francs. Le festival, qui se déroule alors sur trois jours, a notamment pour têtes d’affiche Charles Lloyd et Keith Jarrett. Il connaît immédiatement un grand succès. Se déroulant dans ses premières années au mois de juin, il a très rapidement pris place en juillet dans le calendrier international des festivals.
La deuxième édition en 1968 marque la venue à Montreux de Nina Simone et la sortie de l’album live du concert du pianiste Bill Evans qui obtient un Grammy et sur la pochette duquel figure le château de Chillon. L’année suivante, Claude Nobs ouvre le festival à la musique rock avec le groupe Ten Years After, suscitant de vives critiques de la part des puristes. Cette édition 1969 est également celle de la venue d’Ella Fitzgerald et de l’enregistrement de l’album live Swiss Movements, vendu à plus d’un million d’exemplaires, réunissant Eddie Harris, Benny Bailey, Les McCann, Leroy Vinnegar et Donald Dean.
En parallèle, Claude Nobs se met à organiser chaque mois des concerts d’artistes tels que Pink Floyd, Chicago ou Santana, faisant ainsi de Montreux un haut lieu de la musique pop.
En juin 1969, le festival accueille des groupes et artistes aussi différents que Colosseum — groupe « rock-jazz » (allusion au Colisée de Rome) avec Jon Hiseman à la batterie et Dick Heckstall-Smith aux saxophones — Ella Fitzgerald, l'organiste Jimmy Smith avec le guitariste Kenny Burrell, le trompettiste Clark Terry. Ces concerts sont précédés ou suivis d'ateliers, où les musiciens viennent répéter, échanger idées et techniques musicales, devant les spectateurs.

### Années 1970
En 1970, Carlos Santana et ses diverses formations commencent une longue série de « venues » et concerts, jusqu'à nos jours.
En 1971, Aretha Franklin donne son premier concert helvétique. Elle est photographiée aux côtés de Claude Nobs.
Cette même année, l’incendie du casino, déclenché par un feu d’artifice lancé par un fan durant le concert de Frank Zappa, inspire au groupe Deep Purple leur succès Smoke on the Water, composé à Montreux, et dote Claude Nobs de son surnom de « Funky Claude ». L'année suivante, le festival a lieu dans le nouveau casino.
En 1973, Claude Nobs rencontre Miles Davis au Newport Jazz Festival et l’invite à se produire à Montreux. L’artiste, devenu l’une des icônes du festival, y reviendra à dix reprises, notamment en 1991 pour l’ultime concert avant son décès.
En 1976, Claude Nobs décide de renommer le festival, qui n’est plus uniquement consacré au jazz, « Montreux International Festival ». Ce nouveau nom ne perdure cependant que deux éditions tant le Montreux Jazz Festival s’est déjà imposé comme une marque auprès du public.
En 1978 débute une collaboration avec le Festival de São Paulo apportant ainsi une note sud-américaine à Montreux qui vibre avec Gilberto Gil au son de la bossa nova et de la samba. Cette association marque également le début de l’exportation du label Montreux Jazz Festival dans le monde avec la première édition du festival à São Paulo au Brésil. S’ensuivront de nombreuses collaborations avec des festivals internationaux tels qu’Atlanta, Détroit, Tokyo ou encore Monaco.C'est aussi l'année où Freddie Mercury vient à Montreux
En 1979, Peter Tosh, guitariste et chanteur jamaïquain participe au festival. Puis, dans les années 1980, le festival élargit considérablement son programme en accueillant des artistes plus « pop » ; c'est ainsi que des groupes comme Talk Talk ou Tears for Fears donnent plusieurs prestations. À ces occasions, le festival prend d'ailleurs le nom de « Montreux Pop Festival ».

### Années 1980 - 1990
En 1982, l’artiste suisse Jean Tinguely imagine l’affiche du festival et le dote par la même occasion de son logo. À sa suite, de nombreux artistes renommés créeront les affiches de la manifestation : Keith Haring (1983, 1986), Andy Warhol (1986), Niki de Saint Phalle (1984), Tomi Ungerer (1993, 2009), Julian Opie (2006), John Armleder (2008), ou encore les musiciens David Bowie (1995) et Phil Collins (1998).
En 1991 ont lieu au Montreux Jazz Festival les premiers enregistrements de concerts en haute définition, vingt ans avant que le format numérique ne soit rendu accessible à tous. Cette année-là, Claude Nobs s’associe avec Quincy Jones qui coproduira le festival à trois reprises en 1991, 1992 et 1993.
En 1993, le festival déménage au Montreux Music & Convention Center, offrant dès lors deux salles : l'auditorium Stravinski, la salle principale, et la « petite salle », le New Q's, qui changera de nom par la suite pour devenir le Miles Davis hall.
Dans les années 1990, le festival s’étend progressivement dans la ville et sur les quais avec de nombreux concerts gratuits et la création du Montreux Jazz Café. Il devient de plus en plus populaire et s’ouvre à de nouveaux genres musicaux tels que la musique électronique et le hip-hop. En 1999, il bat même tous ses records de fréquentation en franchissant la barre des 220 000 visiteurs.

### Années 2000
En 2006, à l’occasion des 40 ans de la manifestation, Claude Nobs organise deux concerts exceptionnels en hommage aux frères Ertegün. La même année, le chanteur camerounais Josco L'inquiéteur impressionne le public avec un rythme particulier propre à son pays : le Bikutsi.
En 2007, le musicien Prince établit un record : les 4 000 billets pour son concert à l'Auditorium Stravinski le 16 juillet se vendent en moins de dix minutes. Le concert a été annoncé seulement 10 jours avant l'événement.
En 2008, la Fondation Montreux Jazz 2 pour la création et l'échange culturel est créée. Elle gère les événements didactiques, les concours, les créations et la scène extérieure Music in the Park.
En 2009, Les Black Eyed Peas remplissent l'auditorium Stravinski avec La Fouine en première partie. Le légendaire Prince revient à Montreux pour deux shows exceptionnels en une nuit, le 18 juillet, dernier jour du festival. Les 8 000 places se sont arrachées en huit minutes.

### Années 2010
En 2010, de nombreux artistes sont présents comme Billy Idol, Gary Moore, Missy Elliott, Charlotte Gainsbourg, Vanessa Paradis, Simply Red, ou même Massive Attack. En 2011 jouent Deep Purple, B.B.King, Sting, Natalie Cole, Liza Minnelli, Santana, Paolo Nutini, Selah Sue, Arcade Fire, The Pretty Reckless ou encore The Vaccines,.
Le 10 janvier 2013, Claude Nobs, le fondateur du festival, meurt à la suite d'un accident de ski de fond. Après la disparition de Claude Nobs, c'est Mathieu Jaton qui reprend la direction du Festival.
En 2016 une affiche est créé pour les 50 ans du Jazz Festival Montreux par Giovanni Riva, il se sert de l'écriture de l'affiche du Jazz Festival Montreux 1982 de Jean Tinguely et y incruste des parties de chacune des 49 affiches des éditions précédentes issues de différents artistes.

### Années 2020
L'édition 2020, initialement prévue du 3 au 18 juillet, est annulée le 17 avril par les autorités locales, en raison de la pandémie de coronavirus COVID-19. En 2021, une édition réduite avec une scène sur le lac Léman a pu être organisée. Cette édition est concentrée sur la musique. Les stands de nourriture n'ont pas pu être mis en place. L'édition a fait venir 40 000 festivaliers. Des artistes tels que Woodkid, Ibrahim Maalouf, Zucchero, Rag’n’Bone Man, notamment, se produisent.
L'année 2022 marque le retour d'une édition normale. Le festival attire 250 000 participants et accueille entre autres Björk, A-ha, Diana Ross et Nick Cave. Le programme inclut des artistes et des thématiques LGBT : outre les artistes ouvertement LGBTIQ+ comme Ashnikko ou Rebecca Lucy Taylor (Self Esteem), le Belge Pierre de Maere et Olly Alexander, des artistes intègrent des thématiques queer dans leurs chansons, comme Marie-Pierra Kakoma, de Lous & The Yakuza.

## Archives
Depuis sa création en 1967, il existe des enregistrements vidéo des concerts. Les premiers enregistrements ont été réalisés par la télévision suisse romande, puis le festival s’est chargé de ses propres enregistrements. La collection d'enregistrements des concerts du festival représente en 2012 environ 14 000 supports magnétiques, 11 000 heures de vidéo (dont 1500 heures en haute définition, depuis 1991) et 6 000h d'audio pour environ 5 000 concerts. Les co-productions avec la RTS ainsi que les productions des festivals de 1967 à 2013 ont été rachetées par Claude Nobs et son compagnon Thierry Amsallem (Montreux Sounds) afin de créer une collection privée unique au monde d'enregistrements live.
Devant le risque de la perte de ce patrimoine, étant donné qu’il n’y a qu’une seule copie de ces vidéos, la Fondation Claude Nobs créée par Thierry Amsallem s’est associée à l'EPFL pour la technologie et à l’entreprise d’horlogerie Audemars Piguet pour le financement, afin de sauvegarder ce patrimoine en le numérisant. Le projet, nommé Montreux Jazz Digital Project, lancé en 2010, a permis la numérisation de l'ensemble des supports analogiques ainsi que la mise en valeur de l'archive dans de nombreux projets de recherches portés en collaboration avec des laboratoires de l'EFPL. Depuis novembre 2016, la majorité de la collection est consultable depuis le Montreux Jazz Café de l'EPFL. Ainsi, le Montreux Jazz Heritage Lab II développé par l'EPFL+ECAL Lab y est exposé et accessible au public.
Le 19 juin 2013, sous le nom de The Claude Nobs Legacy, la collection Claude Nobs des bandes audio et vidéo du Montreux Jazz Festival est inscrite au Registre International de la Mémoire du Monde de l'UNESCO. Elle couvre la période 1967 à 2012 et a été attribuée à la fondation éponyme.

## Place des femmes dans le festival

### Artistes
Nina Simone, comme Ella Fitzgérald a joué 5 fois dans ce festival. Durant la deuxième édition du festival en 1968 elle est la seule interprète féminine à l'affiche et donne un concert le 16 juin 1968. D'autres femmes sont cependant présentes : Julie Driscoll accompagne Brian Auger & The Trinity et Karin Krog joue avec le Jan Garbarek Quintet.
Parmi les concerts de femmes afro américaines qui ont fait date, se trouve celui de Nina Simone le 3 juillet 1976,.
Sa deuxième représentation au Montreux Jazz Festival en 1976 (la première a lieu en 1968) est projeté chaque année à New York lors d'un événement appelé The Rise and Fall of Nina Simone: Montreux, 1976. Nina Simone s'est produite de nombreuses fois au festival : (1968, 1976, 1981, 1987 et 1990). Sa prestation de 1976, relatée dans le film What Happened, Miss Simone?, qui relance sa carrière après son séjour au Libéria, est devenue un concert mémorable : Nina y déclare qu'elle avait eu l'intention de ne plus chanter ni jouer en public, et s'arrêtant en plein milieu d'une chanson donne l'ordre à une spectatrice de s'asseoir (pour respecter sa musique, comme on le fait habituellement dans les concerts de musique classique).
Aretha Franklin et Chaka Khan s'y sont également produites plusieurs fois. Parmi les célébrités afro-américaines on trouve Erykah Badu, Mary J. Blige Roberta Flack, Lauryn Hill, Janet Jackson, Etta James, Alicia Keys, Gladys Knight, Patti LaBelle ou encore Natalie Cole.
Diana Ross a donné son dernier concert européen au MJF en 2022.

### Statistiques
Peu de femmes au total ont été programmées au festival depuis ses débuts et les femmes ont été plutôt cantonnées au registre de la voix : elles représentent 29% des artistes dans cet instrument, alors que leur présence chute entre 5 et 10% pour les autres instruments. La proportion des femmes jouant du jazz 16,3% est aussi plus faible que celle des hommes (24%) et on retrouve les mêmes tendance en rock, blues et hip hop. Les femmes sont les mieux représentées dans les genres de la musique classique, pop et religieuse, ainsi que le chant. Dans les premières années le pourcentage de femmes s'élevait à environ 5%, pour augmenter ensuite progressivement à 16% les dernières années. Alors que la présence des femmes musiciennes en Suisse reste un problème dans les festivals, malgré l'émergence d'initiatives comme Les Créatives, le directeur du festival Mathieu Jaton indique qu'une pratique des quotas serait « intenable » pour un festival comme celui de Montreux.

## Autour du festival

### Montreux Jazz Artists Foundation (MJAF)
Des activités gratuites (workshops, concours, projections d'archives du Festival, expositions, ...) et les Montreux Jazz Competitions (piano solo, voix, ...) sont organisés par la Montreux Jazz Artists Foundation durant le Festival. Pendant l'année, cette fondation d'utilitlé publique met en place la Montreux Jazz Academy.

### Live at Montreux
Live at Montreux est une série de DVD de concerts live enregistrés au Montreux Jazz Festival publiée par Montreux Sounds et Eagle Vision jusqu'en 2012.

### Affiches du festival
Pour chaque édition, le festival mandate un artiste pour créer l'affiche. Keith Haring a par exemple réalisé un trio d’affiches en 1983, puis s’est associé à Andy Warhol pour une autre en 1986. La nouvelle affiche est présentée au public et à la presse en général en automne. Cette affiche est discutée dans les médias. Jean-Jacques Tordjman a consacré un livre au phénomène.